# K.k. Dragonerregiment „Feldmarschall Friedrich Josias Prinz zu Sachsen – Coburg – Saalfeld“ Nr. 6

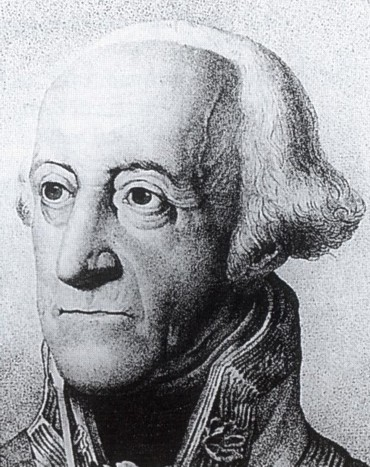
Der Regimentsinhaber, Feldmarschall Sachsen-Coburg-Saalfeld

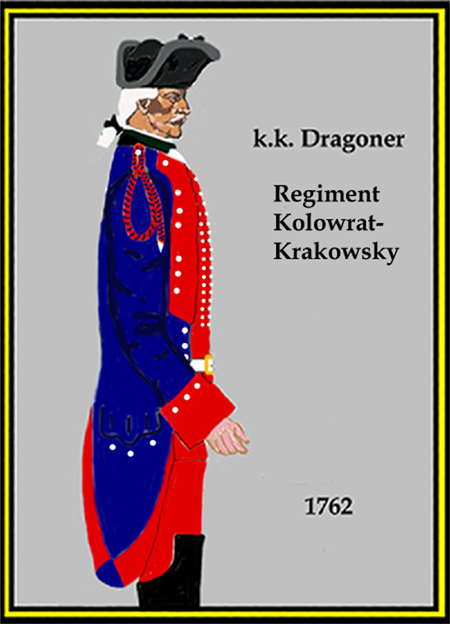
Dragoner 1762

Das Regiment war ein Kavallerieverband, der 1683 als Herbeville-Dragoner für die kaiserlich-habsburgische Armee errichtet wurde. Das Regiment wechselte mehrfach den Namen und hieß zuletzt „k.k. Dragonerregiment „Feldmarschall Friedrich Josias Prinz zu Sachsen – Coburg – Saalfeld“ Nr. 6“
In der 1769 erstellten Kavallerie-Rangliste wurde dem Regiment die Bezeichnung Cavallerie-Regiment Nr. 37 zugewiesen, 1798 wurde es zunächst in Dragoner-Regiment Nr. 6 umbenannt.
Zur Systematik wurden nachträglich auch folgende Nummerierungen eingeführt: 1683/3 (nach Tessin), Dragonerregiment D X (nach Bleckwenn).
Bis zum Jahre 1798 wurden die Regimenter nach ihren jeweiligen Regimentsinhaber (die nicht auch die Kommandanten sein mussten) genannt. Bedingt durch diese ständige Umbenennung sind die Regimentsgeschichten der österreichisch-ungarischen Kavallerie nur sehr schwer zu verfolgen. Hinzu kommt die ständige und dem Anschein nach willkürliche, zu Teil mehrfache Umklassifizierung der Verbände. (Zum Beispiel: K.u.k. Dragonerregiment „Fürst zu Windisch-Graetz“ Nr. 14)

## Formationsgeschichte
- 1683 Mit kaiserlichem Patent vom 15. März wurde der Verband von Ludwig von Herbeville mit einem Stamm von 200 Mann des „Dragoner-Regiments Saurau“ und je 100 Mann der Dragoner-Regimenter „Schulz“, „Castell“ und „Kueffstein“ als „Dragoner-Regiment Graf Herbeville“ in Niederösterreich aufgestellt.
- 1691 mit 500 Mann vom Niederösterreichischen Landschafts-Dragoner-Regiment ergänzt.
- 1700 Teile des aufgelösten „Dragoner-Regiments  Glöckelsperg“ übernommen.
- 1721 wurde eine Kompanie des aufgelösten Dragoner-Regiments „Veterani“ zugewiesen.
- 1731 wurde die Mannschaft der aufgelösten Auctions-Kompanien der Dragoner-Regimenter „Savoyen“ und „Philippi“ zugeteilt.
- 1740 Drei Kompanien des aufgelösten Dragoner-Regiments „Württemberg“ wurden eingegliedert.
- 1768 musste die Grenadier-Kompanie an das neu aufgestellte 2. Carabinier-Regiment (später Dragoner-Regiment Nr. 1) abgegeben werden. Im Ausgleich bekam das Regiment eine Eskadron des aufgelösten Kürassier-Regiments „de Ville“ zugeteilt.
- 1769 erhielt das Regiment die Kavallerie-Ranglistennummer 37
- 1775 wurde die Oberstlieutenants-Division des aufgelösten Dragonerregiments „Liechtenstein“ zugeteilt.
- 1798 erhielt es als Dragoner-Regiment (leichtes) die Nr. 6 und gab die 4. Division zur Errichtung des leichten Dragoner-Regiments Nr. 13 (später Husaren-Regiment Nr. 16) ab.
- 1801-2 wurde das Regiment aufgelöst, die Oberst-Division zu den „Rosenberg-Chevauxlegers“ (später Husaren-Regiment Nr. 16), die Oberstlieutenant-Division zu den „Kaiser-Chevauxlegers“ (später Ulanen-Regiment Nr. 6) die Majors-Division zu den „Konsky-Chevauxlegers“ (später Dragonerregiment Nr. 10) abgegeben

## Ergänzungen
- 1781 Bei der Zuweisung von ständigen Werbebezirken wurde das Regiment mit der Ergänzung nach Böhmen gewiesen.

## Friedensgarnisonen
- 1699 Ungarn
- 1714–16 Wieselburger Komitat
- 1718 Ungarn
- 1735–37 Ungarn
- 1739–41 Mähren und Schlesien
- 1748 im Pester Komitat
- 1749 im Trentschiner Komitat
- 1755–56 Körmend
- 1763–78 Böhmen (Klattau – Taus)
- 1779 Pilsen
- 1782–90 Klattau (vorübergehend in den Niederlanden)
- 1798–99 Hohenmauth
- 1802 Pilsen – Klattau

## Regimentsinhaber
- 1683 Obrist Ludwig Graf Herbeville (Dragoner-Regiment Graf Herbeville)
- 1709 Obrist Franz Graf Jörger zu Tollet (Dragoner-Regiment Tollet)
- 1739 Generalfeldwachtmeister Joachim Freiherr von Römer (Dragoner-Regiment Römer)
- 1741 Generalfeldwachtmeister Philipp Freiherr von Philibert (Dragoner-Regiment von Philibert)
- 1753 Generalfeldwachtmeister Emanuel Wenzel Graf Kolowrat – Krakowsky (Dragoner-Regiment Graf Kolowrat)
- 1769 Generalmajor Friedrich Josias von Sachsen-Coburg-Saalfeld (Dragoner-Regiment Coburg)

## Regiments-Kommandanten
- 1683 Obrist Herbeville
- 1684 Obristlieutenant Vitelli
- 1691 Obristlieutenant Capris delle Ciglie (genannt Schille)
- 1694 Obristlieutenant (Obrist) Schlechtenthal
- 1695 Obristlieutenant Stephan Graf Steinville
- 1698 Obristlieutenant (Obrist) Heinrich de Battée
- 1705 Obristlieutenant (Obrist) Franz Graf Jörger
- 1708 Obrist Freiherr von Metsch
- 1751 Obristlieutenant Falaize,
- 1709 Obrist Graf Jörger zu Tollet
- 1716 Obristlieutenant (Obrist) Nicolaus Kleinermann,
- 1729 Obrist Johann Friedrich Prinz Anhalt-Bernburg-Zerbst
- 1736 Obristlieutenant Brechtl
- 1738 Obrist Philipp, Rheingraf zu Salm
- 1740 Obrist Belloute de Watters
- 1750 Obrist Ludwig Graf Argenteau
- 1756 Obrist Heinrich Freiherr von  Jacquemin  (genannt Schakmin)
- 1759 Obrist Karl von Hocke
- 1771 Obristlieutenant (Obrist) Sigmund Graf Kollonits
- 1784 Oberst Carl Belleoute de Watters
- 1789 Oberst Johann Lajos
- 1791 Oberst Wilhelm Fischer von Ehrenbach
- 1792 Oberst Joseph Maria Prinz Lothringen-Vaudèmont
- 1793 Oberst Anton Canisius
- 1796 Oberst Andreas Graf Hadik von Futak
- 1800–02 Oberst Franz Ambschel

## Gefechtskalender
Großer Türkenkrieg
- 1683 beteiligten sich Abteilungen des noch kaum formierten Regiments an den Kämpfen an der Tabor-Brücke bei Wien. Es kämpfte später am Bisamberg in der Schlacht am Kahlenberg und bei Párkány
- 1684 Belagerung von Ofen
- 1685–87 Sicherungs- und Patrouillendienste bei der Armee in Innerösterreich und Kroatien
- 1688 Sicherungs- und Patrouillendienste in Siebenbürgen
- 1690 Bedeutende Verluste im Gefecht bei Tohány. Starke Verluste nach dem Gefecht bei Therda, wo das Regiment in einen türkischen Hinterhalt geriet.
- 1691 Schlacht bei Slankamen
- 1692 Abgestellt zur Belagerung von Grosswardein
- 1693 Kämpfe bei Semlin, unter General Hofkirchen. Gefecht bei Gyula (Csatád)
- 1694 Sicherungs- und Patrouillendienste in Siebenbürgen
- 1695 Schlacht bei Lugos
- 1697 Am Streifzug gegen Uj-Palánka beteiligt
- 1698 Sicherungs- und Patrouillendienste in Siebenbürgen

Spanischer Erbfolgekrieg
- 1702 Verlegung auf den Kriegsschauplatz in Italien. Teilnahme am Gefecht bei San Vittoria und der Schlacht bei Lazzara
- 1703–04 Der größte Teil des Regiments stand bei den Truppen in der Lombardei (zunächst am Po, später in Südtirol), eine Abteilung führte ein Gefecht bei Dernice
- 1705 Das Regiment kämpfte unter Prinz Eugen in der Schlacht bei Cassano
- 1706 Gefecht bei Pianezza, Schlacht bei Turin
- 1707 Feldzug in die Provence mit Kämpfen bei Toulon
- 1708 Sicherungs- und Patrouillendienste in Spanien
- 1710 Beteiligung an den Schlachten bei Almenara, Saragossa und Villaviciosa

Venezianisch-Österreichischer Türkenkrieg
- 1716 Verlegung nach Ungarn, Teilnahme an der Schlacht von Peterwardein und der Belagerung von Temesvár
- 1717 Schlacht bei Belgrad

Polnischer Thronfolgekrieg
- 1734 Verlegung nach Italien. Kämpfe bei Quistello. Schlacht bei Parma, hohe Verluste in der Schlacht bei Guastalla
- 1735 vorübergehend nach Deutschland detachiert, kam das Regiment im gleichen Jahr  wieder nach Italien zu Sicherungs- und Patrouillendiensten
- 1737 Teilnahme an den Operationen des Korps Hildburghausen in Kroatien
- 1738 Kämpfe mit der Hauptarmee bei Kornia und Mehadia
- 1739 Sicherungs- und Patrouillendienste in Siebenbürgen

Österreichischer Erbfolgekrieg
- 1741 Nach Schlesien verlegt, nahm das Regiment an dem von seinem Inhaber ausgeführten Reiterangriff in der Schlacht bei Mollwitz teil
- 1742 Schlacht bei Caslau, dann zur Belagerung von Prag detachiert
- 1743 Sicherungs- und Patrouillendienste in Bayern (die Grenadier-Kompanie war bei der Einnahme von Dingolfing eingesetzt), später rückte das Regiment an den Rhein vor
- 1744 Rückzug nach Böhmen
- 1745 Schlacht bei Hohenfriedberg und bei Soor, Gefecht bei Schwarzwald

Siebenjähriger Krieg

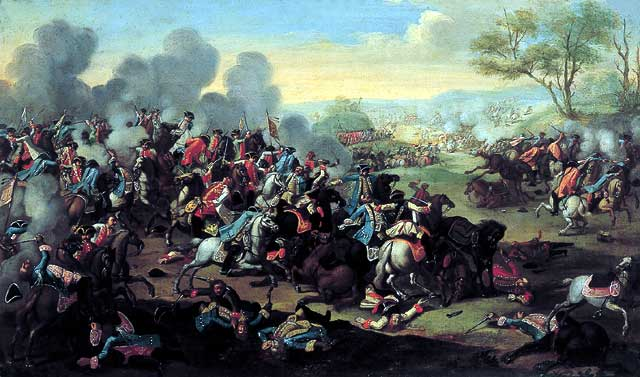
Schlacht bei Kolin

- 1756 Schlacht bei Lobositz, hier zeichnete sich die Grenadier-Kompanie besonders aus
- 1757 Schlacht bei Kolin, Schlacht bei Breslau und Schlacht bei Leuthen
- 1758 Schlacht bei Hochkirch
- 1759 In der Armee Loudon Schlacht bei Kunersdorf
- 1760 Schlacht bei Landeshut und bei Liegnitz
- 1761 In der Hauptarmee, ohne Aktion
- 1762 In Schlesien, Gefecht bei Peilau

Bayerischer Erbfolgekrieg
- 1778 Bei der Okkupation von Niederbayern eingesetzt, danach nach Böhmen kommandiert
- 1779 Sicherungs- und Patrouillendienste in Schlesien

Russisch-Österreichischer Türkenkrieg (1787–1792)
- 1789 Der Regiments-Inhaber Prinz Josias zu Sachsen-Coburg wird für den Sieg bei Foksani mit dem Großkreuz des Militär-Maria-Theresia-Ordens dekoriert
- 1791 Sicherungs- und Patrouillendienste im Bistum Lüttich

Revolutionskriege
- 1792 Auf den Kriegsschauplatz in die Niederlande kommandiert, fochten drei Eskadronen bei Bossut, eine Division bei Florennes, das gesamte Regiment mit Auszeichnung in der Schlacht von Jemappes
- 1793 Schlacht bei Aldenhoven, Gefechte bei Berlaimont, Maubeuge und Bassuyan.
- 1794 Sicherungs- und Patrouillendienste vor Lanrecies. Teilnahme an der Schlacht bei le Cateau, Gefecht bei St. Croix und einige Scharmützel an der Sambre.  Später Gefechte bei Maastricht und Kreuznach
- 1795 Sicherungs- und Patrouillendienste am Rhein
- 1796 Kämpfe am Niederrhein, bei Wetzlar, Würzburg und Schliengen
- 1797 Keine Gefechtstätigkeit
- 1799 Zur Armee in Deutschland detachiert. Gefecht bei Stockach. Marsch in die Schweiz mit der Teilnahme an der Schlacht von Zürich. Im weiteren Verlauf des Feldzuges nicht mehr in Verwendung

Napoleonische Kriege
- 1800 Bei den Vortruppen am Niederrhein. Verlegung zur Hauptarmee mit Teilnahme in der Schlacht bei Engen und in den nachfolgenden Kämpfen an der Iller. Im Dezember Schlacht bei Hohenlinden

## Adjustierungdes Regiments
- 1738: blauer Rock, gelbe Aufschläge
- 1757: dunkelblauer Rock, ponceaurote Aufschläge, dunkelblaue Hosen
- 1765: roter Rock, papageigrüne Egalisierung, weiße Hosen, weiße Knöpfe
- 1767: weißer Rock, ponceaurote Egalisierung, weiße Hosen, weiße Knöpfe

## Gliederung
Ein Regiment bestand in der Österreichisch-Ungarischen Kavallerie in der Regel ursprünglich aus drei bis vier (in der Ausnahme auch mehr) Division. Jede Division hatte drei Eskadronen, deren jede wiederum aus zwei Kompanien bestand. Die Anzahl der Reiter in den einzelnen Teileinheiten schwankte, lag jedoch normalerweise bei etwa 80 Reitern je Kompanie.
Die einzelnen Divisionen wurden nach ihren formalen Führern benannt:
- die 1. Division war die Oberst-Division
- die 2. Division war die Oberstlieutenant (Oberstleutnant)-Division
- die 3. Division war die Majors-Division
- die 4. Division war die 2. Majors-Division
- die 5. Division (soweit vorhanden) war die 3. Majors-Division